# Теракт в Нью-Йорку (1993)
Терористичний акт 26 лютого 1993 року стався у підземному гаражі Північної вежі Світового торгового центру у Нью-Йорку. Вибухнула замінована вантажівка, в якій було 606 кг нітрату мочевинного і кілька балонів з воднем. Терористи планували підірвати таким чином північну вежу, яка впала б на Південну, зруйнувавши обидві вежі-близнюки. Вежа вистояла, але шестеро людей загинуло і понад 1000 було поранено, у тому числі у тисняві на виході під час евакуації. Через 8 років, 11 вересня 2001 року, вежі та весь комплекс ВТЦ було зруйновано групою з 19 терористів, загинуло близько 3000 людей.
Терористичний акт було сплановано групою терористів Аль-Каїди, включно з Рамзі Юсефом, Махмудом Абоахалімом, Мухаммедом Саламе, Нідалом А. Айяда, Абдулою Рахманом Ясіном та Ахмедом Айаджею, які фінансувалися Халедом Шейхом Мохаммедом. У березні 1994 року чотирьох терористів було визнано винними в організації вибуху: Абоахалім, Айадж, Айяд та Салам. Їх звинувачували у змові, підриві будівлі та незаконному перевезенні вибухових речовин через кордон. У листопаді 1997 року було засуджено ще двох терористів: Рамзі Юсеф, організатор та основний виконавець теракту, та Ісмаїл Айяд, водій вантажівки, що перевозив бомбу.

## Планування та організація
Рамзі Юсеф народився в Кувейті, проводив багато часу в навчальному таборі Аль-Каїди в Афганістані перед початком планування теракту в США, яке він розпочав у 1991 році. Дядько Юсефа, Халід Шейх Мохаммед Алі Фадден, який згодом був оголошений головним організатором терактів 11 вересня, давав йому поради та підказки по телефону, і переслав його спільнику, Мохаммеду Саламе, 660 доларів банківським переказом.
Юсеф нелегально прибув до США разом з Ахмедом Айяджем з Пакистану 1 вересня 1992 року, але обидва сиділи далеко один від одного в літаку і діяли так, начебто були незнайомі та їхали окремо. Айядж намагався в'їхати в країну з підробленим шведським паспортом, але викликав підозри серед працівників митної служби у Міжнародному аеропорту імені Джона Кеннеді. Коли митники здійснювали його вторинний огляд, вони виявили інструкції та матеріали щодо виготовлення бомби та заарештували його. Стало відомим і ім'я Абу-Барра, псевдонім Мухаммеда Джамаль Халіфа. Юсеф прибув у країну з підробленим іракським паспортом, стверджуючи, що він шукає політичний притулок, і йому дозволили в'їзд до США.
Юсеф став проживати в штаті Нью-Джерсі в місті Джерсі-Сіті, подорожував Нью-Йорком і Нью-Джерсі і переговорювався по мобільному телефону з шейхом Омаром Абдель Рахманом, сліпим мусульманським священнослужителем. Після того, як Юсеф зустрівся зі своїм спільником, Абделем Рахманом, у мечеті «Аль-Фарук» у Брукліні, він розпочав розробку бомби для теракту у Світовому торговому центрі. Перед терактом він потрапив в автомобільну аварію, його доправили до лікарні, де йому вдалося взяти необхідні хімічні речовини для бомби. Ця аварія була однією з трьох, влаштованих Мухаммедом Саламе з кінця 1992 року до початку 1993 року.
Ель Саїд Нуссар, один із агентів сліпого шейха, був заарештований у 1991 році за вбивство рабина Меїра Кахане. За даними прокуратури, Махмуда Абохаліма також було визнано винним у вбивстві, оскільки саме він передав Нуссару револьвер 357 калібру, з якого той застрелив Кахане. У першому ж судовому розгляді справи в штаті Нью-Йорк, суд присяжних виправдав Нуссара, але засудив його за незаконне зберігання зброї (у подальшому розгляді у федеральному суді, його визнали винним за вбивство). Десятки довідників з виготовлення бомб арабською мовою та 1440 набоїв було знайдено у Нью-Джерсі під час обшуку у квартирі Нуссара.

### Мета
За словами журналіста Стіва Колла, Юсеф писав листи до різних нью-йоркських газет, незадовго до теракту, в яких він стверджував, що належить до «Визвольної армії, п'ятого батальйону». Ці листи містили три вимоги:
- припинити будь-яку допомогу США Ізраїлю
- обірвати американські дипломатичні відносини з Ізраїлем
- припинити будь-які втручання у внутрішні справи країн Близького Сходу.

Він заявив, що теракт у Світовому торговому центрі буде лише першою з атак, якщо його вимоги не будуть виконані. У своїх листах Юсеф визнавав, що вибух у Світовому торговому центрі є актом тероризму, але це було виправдано, тому що «тероризму, який практикує Ізраїль (підтримуваний Америкою), треба протистояти аналогічно».

## Теракт

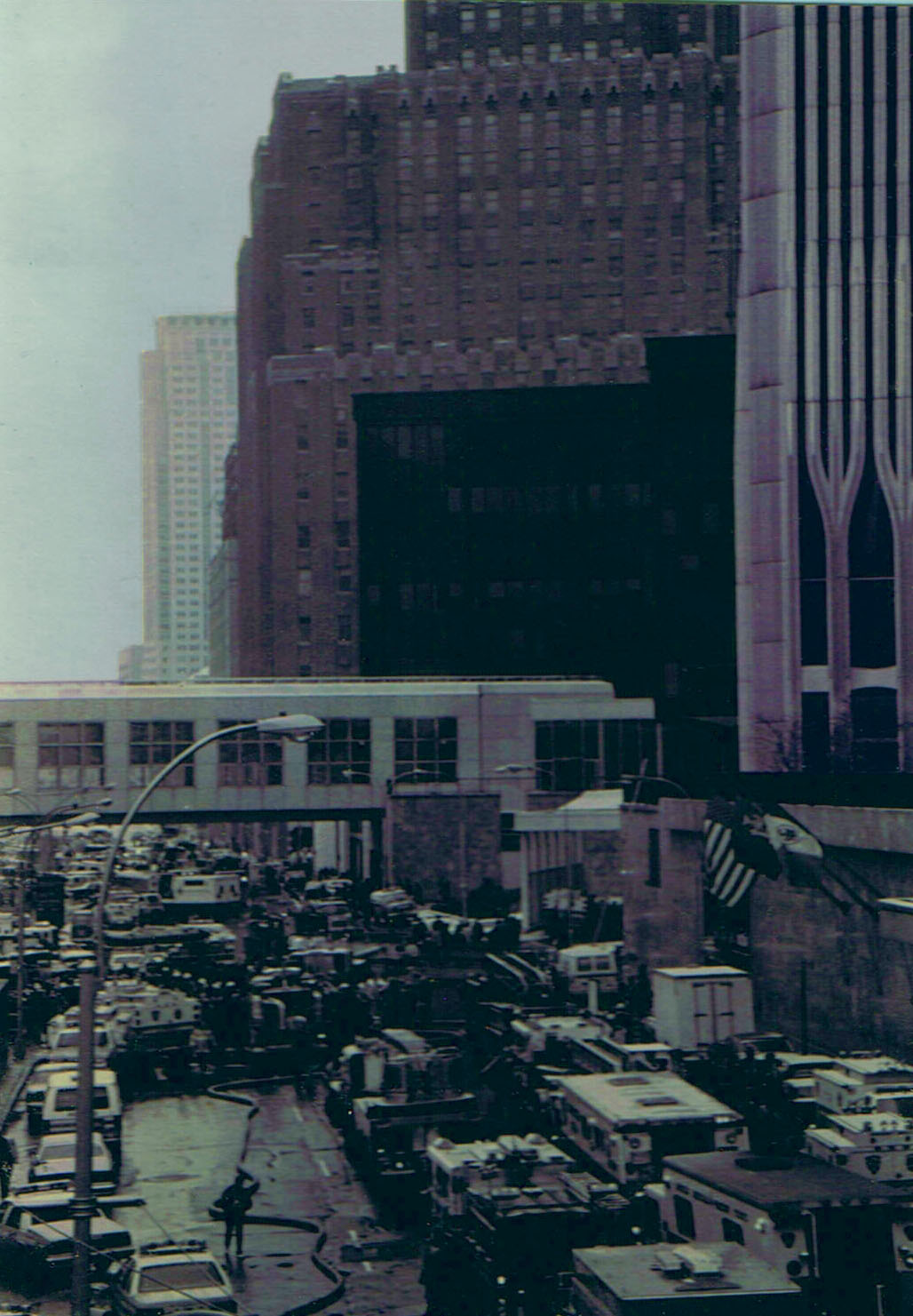
Рятувальна операція після теракту. Північна вежа у правій частині кадру

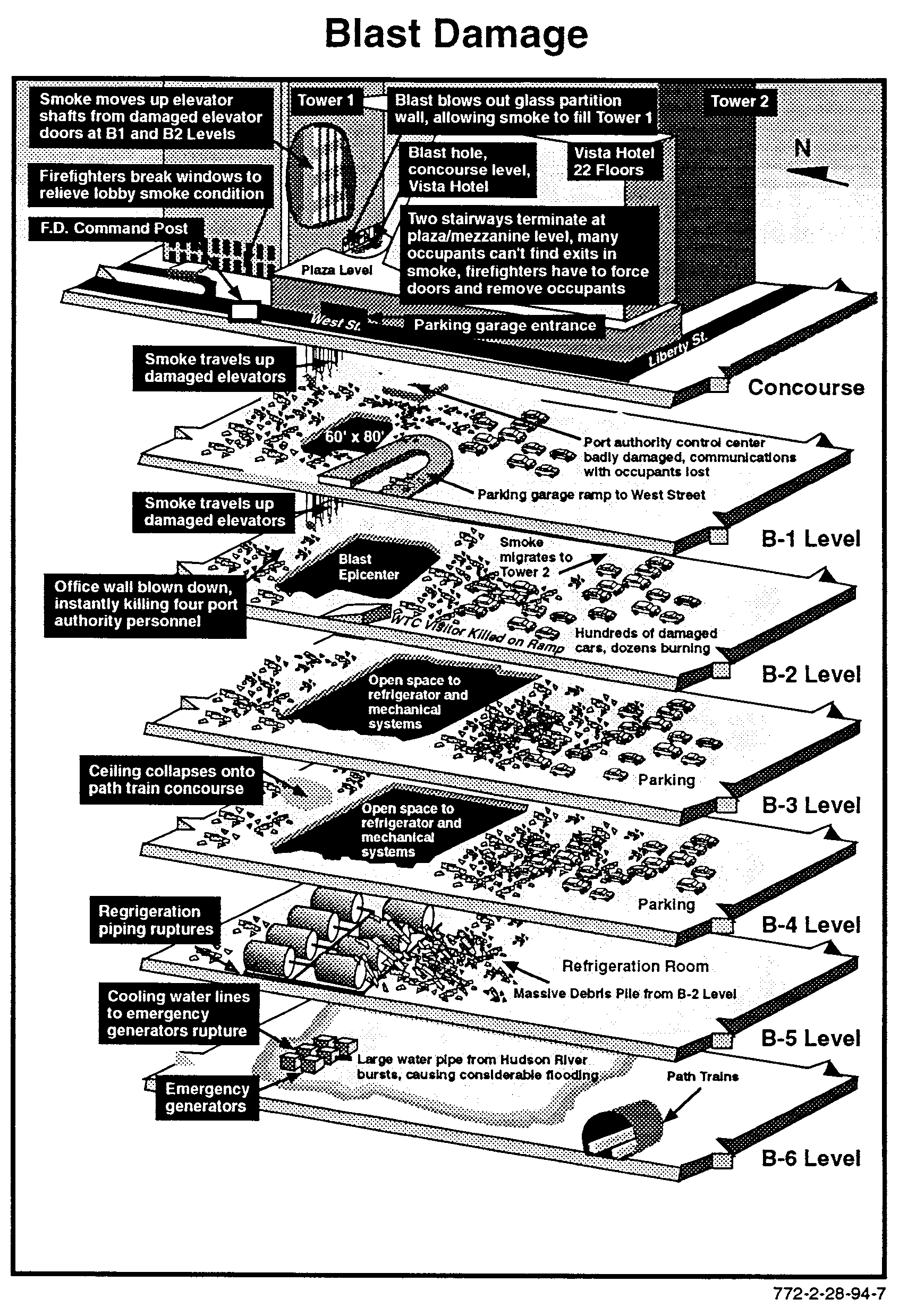
Руйнування від вибуху

У п'ятницю, 26 лютого 1993 року Юсеф Рамзі та його друг з Йорданії, Ісмаїл Айяд, приїхали на жовтому фургоні в Нижній Манхеттен і припаркували його в підземному гаражі на поверсі B-2 Північної вежі Світового торгового центру. Юсеф підпалив шести метровий бікфордовий шнур бомби і вони втекли. О 12:17, через 12 хвилин, бомба вибухнула в підземному гаражі, тиск ударної хвилі склала 1034 МПа (близько 10340 атм). Бомба залишила 30-метрову дірку в підлозі та пробила ще три перекриття. Швидкість детонації цієї бомби була близько 4,5 кілометри на секунду. У ЗМІ спочатку говорилося про вибух головного трансформатора, перш ніж зрозуміли, що це була бомба.
Бомба миттєво знищила головну лінію електропередач Світового торгового центру, таким чином не працювала система аварійного освітлення. Дим від вибуху через сходові клітки піднявся до 93-го поверху обох веж. Через густий дим, що заповнив сходові клітки, евакуація людей з веж була утруднена і призвела до численних отруєнь димом. Через відключення електрики сотні людей опинилися в пастці в ліфтах, у тому числі група з 17 дітей, які спускалися вниз з оглядового майданчика південної вежі та були замкнені в ліфті між 35-м та 36-м поверхами протягом 5 годин.
Крім того, через втрату електрики більшість радіо- та телестанцій у Нью-Йорку втратили можливість передавати сигнал з антен на даху ВТЦ майже протягом тижня, при цьому телевізійні станції транслювали сигнал, використовуючи мікрохвильовий зв'язок, встановлений між станціями та трьома найбільшими кабельними компаніями Нью-Йорка: Cablevision , Comcast та Time Warner Cable. Телефонний зв'язок здебільшого Нижнього Манхеттена також було порушено.
В результаті теракту шестеро людей загинуло і 1042 було поранено, більшість під час евакуації, яка пішла за вибухом. У звіті американської пожежної адміністрації написано, що «Серед десятків людей, які бігли на дахи веж, 28 із травмами були евакуйовані на гелікоптерах Нью-Йоркської поліції…». Відомо, що 15 людей отримали травми від вибуху та 20 скаржилися на проблеми із серцем. Один пожежний був госпіталізований, а 87 інших пожежників, 35 поліцейських та співробітник EMS отримали поранення у боротьбі з пожежею та іншими наслідками теракту.
Терористами планувалося, що якщо вантажівка з бомбою буде припаркована у потрібному місці, то Північна вежа впаде на Південну, зруйнувавши обидві. Але вежа встояла, хоч гараж був серйозно пошкоджений внаслідок вибуху. Проте, якби фургон був припаркований ближче до конструкцій фундаменту ВТЦ, то план Юсефа міг би здійснитись. Він утік до Пакистану через кілька годин після вибуху.

### Бомба
Юсефу допомагав Абдул Рахман Ясін, збирач бомб з Іраку, який зібрав складну 600-кілограмову бомбу, яка була зроблена з нітрату сечовини, начинена алюмінієм, магнієм та оксидом заліза. Заряд був зроблений із суміші нітрогліцерину, нітрату амонію, динаміту, бездимного пороху і забезпечений бікфордовим шнуром. Три балони газоподібного водню також були розміщені навколо основного заряду, з метою збільшення вибухової потужності і більшого рознесення металевих частин, що поранять або пошкодять. Використання газових балонів у теракті, нагадує вибухи казарм миротворців у Бейруті за 10 років до теракту у ВТЦ. В обох атаках використовувалися газові балони для більшої потужності вибуху, ніж у звичайних вибухових речовинах. До цієї атаки ФБР лише один раз зустрічалося з використанням нитросечевини.
Вантажівка, використана в теракті, займала 8 м3 простору і могла вмістити до 900 кг вибухових речовин. Однак, вона не була заповнена повністю. Юсеф використав чотири 6-метрові бікфордові шнури. Ясін підрахував, що шнур викличе детонацію бомби за 12 хвилин після того, як він його підпалить. Юсеф хотів залишитись курити у вантажівці, щоб привертати увагу людей навколо. Він думав, що після вибуху Північна вежа впаде на Південну.
Це породило думку про те, що в бомбі була домішка ціаніду натрію, яка підтверджувалася заявою судді під час вироку: «Я впевнений, що навколо Вас був ціанід натрію і що він був у бомбі». Проте справжній склад бомби було неможливо встановити на місці вибуху, а Роберт Блітцер, старший слідчий ФБР, який працював у цій справі, заявив, що «немає речових доказів, які вказують на присутність ціаніду натрію на місці вибуху». Крім того, Юсеф сказав, що хотів додати ціанід у бомбу, і пожалкував, що не зробив цього.

## Розслідування
Хоча причина вибуху не відразу стала відомою, у ЗМІ з'явилися оголошення про вибух головного трансформатора. Слідчі та фахівці-вибухотехніки з ФБР та поліції Нью-Йорка, швидко відреагували на те, що сталося. Пізніше було доведено, що сила вибуху набагато перевершувала силу під час вибуху трансформатора.
Протягом кількох днів після вибуху, слідчі оглянули ушкодження та шукали причини події. Близько 300 агентів ФБР проводили розслідування під кодовою назвою «TRADEBOM». У той час, як розбиралися завали в підземній автостоянці, фахівці знайшли деякі фрагменти вантажівки, в якій була бомба. Знайдений номер машини (VIN), дав слідчим важливу інформацію, яка привела їх до фірмі, що здавала в оренду вантажівки в Джерсі-Сіті. Слідчі встановили, що автомобіль був орендований Мохаммедом Саламою, одним із спільників Юсефа. Салам повідомив фірмі, що його фургон був викрадений, і 4 березня 1993 року, коли він повернувся, щоб отримати свої гроші назад, влада заарештувала його.
Арешт Салама привів поліцію в квартиру Абдула Рахмана Ясіна в Джерсі-Сіті, яку Ясін знімав зі своєю матір'ю в тому самому будинку, де була квартира Юсефа Рамзі. Ясін був доставлений до місцевого відділення ФБР у Ньюарк, а потім був звільнений. Наступного дня він повернувся до Іраку через Амман. Пізніше Ясін був звинувачений у нападі і, в 2001 році, був включений до початкового списку найрозшукуваніших терористів, в якому він залишається досі. Він зник перед тим, як коаліція на чолі зі США почала своє вторгнення до Іраку в 2003 році. У березні 1994 року чотири спільники Юсефа: Мухаммед Салам, Саламеха Нідал Айяд, Махмуд Абохаліма та Ахмад Айядж були засуджені за організацію вибуху у Світовому торговому центрі, а у травні 1994 року вони були засуджені до довічного ув'язнення.
У квартирі Юсефа були знайдені матеріали щодо виготовлення бомб та візитна картка Мухаммеда Джамаль Халіфи. Халіфа був заарештований 14 грудня 1994 року, а потім був депортований до Йорданії, де 5 травня 1995 року він був виправданий йорданським судом і вільно жив у Саудівській Аравії, поки не був убитий у 2007 році. У 2002 році була зроблена публічна заява, що Ясін, єдина людина, яка бере участь в організації вибуху, яка ніколи не була засуджена владою США, перебуває у в'язниці на околиці Багдада з 1994. Коли журналістка Леслі Шталь, 23 травня 2002 року брала у Ясіна інтерв'ю для телепрограми «60 хвилин», той з'явився перед телекамерою у тюремній піжамі та наручниках. Після інтерв'ю, Ясін більше ніколи не з'являвся. Він не був знайдений навіть після вторгнення до Іраку 2003 року.
Жодне з обвинувачень уряду США проти колишнього лідера Аль-Каїди Усами бен Ладена, не включав обвинувачення в тому, що він мав будь-який зв'язок з цим терактом.

## Наслідки

### Пам'ять
Вибух забрав життя 6 людей:

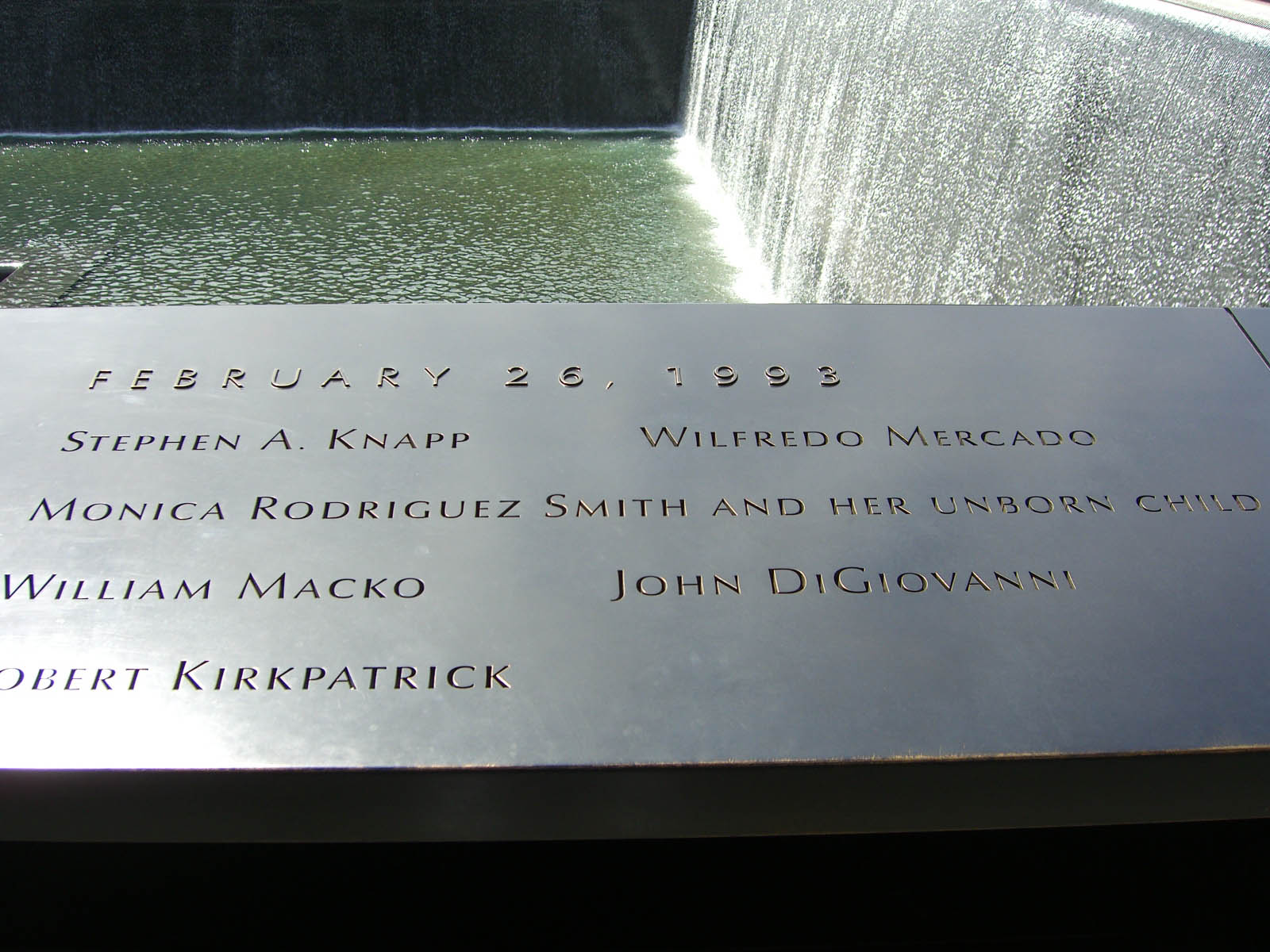
Імена шести загиблих написані на панелі N-73 північного басейну Національного меморіалу 11 вересня, де раніше стояла Північна вежа.

- Моніка Родрігес Сміт (Monica Rodrigues Smith) — 36-річна секретарка, яка була на 7 місяці вагітності, перебувала у своєму офісі та перевіряла табелі обліку робочого часу на поверсі B-2.
- Роберт (Боб) Кіркпатрік (Robert (Bob) Kirkpatrick) — 61-річний старший інспектор з технічного обслуговування.
- Білл Макко (Bill Macko) — 57-річний генеральний інспектор з технічного обслуговування.
- Стівен Кнапп (Stephen Knapp) — 47-річний головний інспектор з технічного обслуговування. Кіркпатрік, Макко та Кнапп обідали разом у кімнаті поруч із кабінетом Моніки Сміт.
- Джон ДіГіованні (John DiGiovanni) — 45-річний продавець стоматологічних виробів, паркував свій автомобіль у підземному гаражі.
- Вільфредо Меркадо (Wilfredo Mercado) — 37-річний працівник ресторану Windows on the World, який перевіряв постачання.

Гранітний меморіальний фонтан на згадку про жертви теракту, було розроблено Еліном Циммерманом і встановлено в 1995 році на Austin J. Tobin Plaza, безпосередньо над місцем вибуху. У ньому містилися імена шести загиблих внаслідок вибуху, а також напис:

«26 лютого 1993 року бомба, встановлена терористами, вибухнула нижче того місця. Цей жахливий акт насилля вбив невинних людей, поранив тисячих, і зробив жертвами всіх нас».

Фонтан був знищений разом із рештою Світового торгового центру 11 вересня 2001 року. Відновлений фрагмент меморіалу з написом «Джон Д», частиною прізвища Джона ДіГіованні, пізніше був включений у тимчасовий меморіал, розроблений архітектором Портового управління Нью-Йорка та Нью-Джерсі Жаклінос Хенлі, та встановлений на Liberty Street поряд із місцем терактів 11 вересня. Меморіал було видно через паркан, але не було відкрито для публіки.
У Національному меморіалі 9/11, що відкрився з нагоди десятої річниці терактів 2001 року, шість жертв теракту 1993 року увічнені на панелі N-73 північного басейну, що знаходиться на місці Північної вежі ВТЦ, а відновлений фрагмент меморіального фонтану знаходиться в будівлі музею.

### Участь ФБР
У ході судового розгляду було встановлено, що у ФБР був інформатор, колишній єгипетський офіцер на ім'я Імад Салем. Салем стверджував, що вже 6 лютого 1992 року, повідомив ФБР про змову з метою створення бомби, яка зрештою використовуватиметься для підриву веж Світового торгового центру. Інформація Салема дозволила ФБР швидко виявити змовників із сотень можливих підозрюваних. Але в записах ФБР не вказується, наскільки федеральна влада знала про майбутній теракт.
Салем заявив, що ФБР мав план поставити терористам нешкідливий порошок замість вибухової речовини для побудови бомби, але ФБР вирішило використати його для інших цілей. Він таємно записав сотні годин телефонних розмов із агентами ФБР.

### Участь дипломатичної служби безпеки (DSS) США

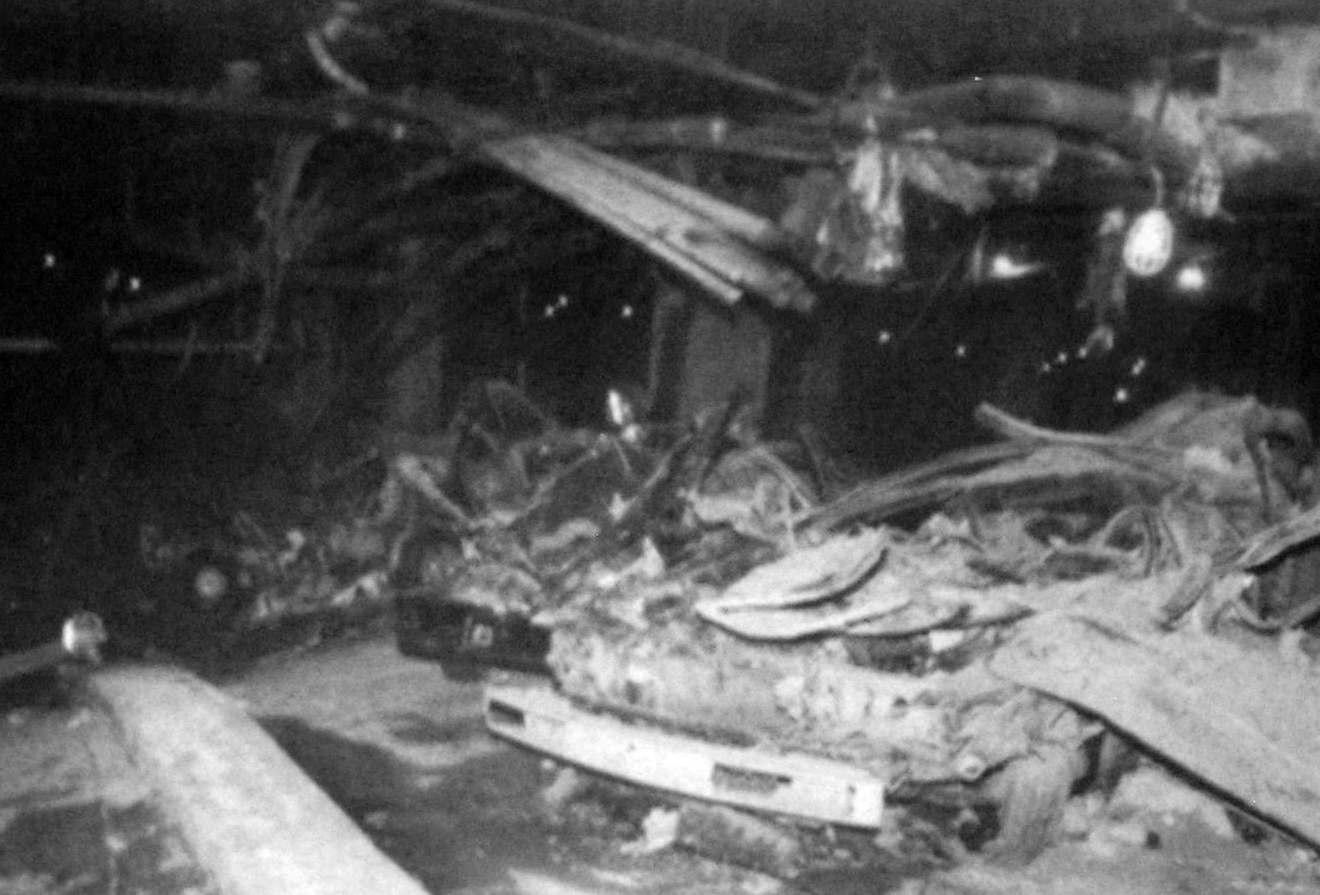
Наслідки теракту сфотографовані агентами DSS

Спеціальні агенти DSS знайшли та заарештували Юсефа Ахмеда Рамзі, головного організатора теракту 1993 року. Спеціальні агенти Білл Міллер та Джефф Райнер з'ясували місце розташування Юсефа. За погодженням з пакистанською міжвідомчою розвідкою (ISI), DSS заарештували Юсефа. Після арешту Юсеф Рамзі сказав слідчим: «це тільки початок».

### Звинувачення у причетності Іраку
У жовтні 2001 року в інтерв'ю телеканалу PBS, колишній директор ЦРУ Джеймс Вулсі стверджував, що Рамзі Юсеф працював на іракську розвідку. Він запропонував, що у слідчих виявилися докази, що вказують на Ірак, але їх відміло міністерство юстиції. Але Нейл Герман, який очолював розслідування ФБР, зазначив, що «одна очевидна обставина, яка не може бути пропущена — це Ясін. Ми переслідували його, стежили за його місцем розташування та родичами і встановили, як отримати його назад». Проте, Герман каже, що присутність Ясіна в Багдаді не означає, що іракський уряд був організатором терактів: «Ми подивилися на це досить широко, там не було жодних зв'язків із урядом Іраку». Репортер CNN Пітер Л. Берген пише: «Загалом, до середини 90-х років, Спільна антитерористична цільова група у Нью-Йорку, ФБР, Слідчі офісу прокурора США у Південному окрузі Нью-Йорка, ЦРУ та Державний департамент, не знайшли жодних доказів причетності іракського уряду у першій атаці на Світовий торговий центр».
Про пряму участь іракського уряду, сказала доктор Лорі Майлрої з Американського інституту підприємництва, колишній доцент Військово-морського коледжу США, проте її слова були відкинуті іншими. Репортер CNN Пітер Берген назвав «ненормальною» не лише її версію, а й твердження про те, що «Саддам Хусейн був не лише за нападом 1993 року, а й за кожним антиамериканським терористичним актом в останнє десятиліття, від вибухів посольств США в Кенії та Танзанії та вибух федеральної будівлі в Оклахома-Сіті до терактів 11 вересня». Деніел Бенджамін, старший науковий співробітник Центру стратегічних та міжнародних досліджень, писав: «Найбільш обізнані аналітики та дослідники в ЦРУ та ФБР вважають, що їхня робота остаточно спростовує претензії Майлрої». Доктор Роберт Лейкен, співробітник Центру Ніксона, відзначив відсутність доказів у її роботі: «Лорі описала Саддама, як причину в кожному великому нападі на американські інтереси, починаючи з війни в Перській затоці, вибуху американських посольств у Кенії та Танзанії і навіть федеральної будівлі в Оклахомі-Сіті. Всі ці твердження були спростовані ФБР, Національною радою з безпеки на транспорті (NTSB) та іншими слідчими органами…».
У березні 2008 року, Пентагон випустив своє дослідження 600 000 документів, вивезених з Іраку після вторгнення 2003 року. Дослідники не знайшли прямих зв'язків між іракським президентом Саддамом Хусейном та Аль-Каїдою. Серед документів, випущених Пентагоном, був аудіофайл, в якому записано, як Саддам Хусейн припускав, що за терактом 1993 року у Світовому торговому центрі, стоїть ізраїльська або американська розвідка, або, можливо, Саудівська Аравія чи Єгипет. Саддам сказав, що він не довіряє терористу Ясіну, який був в Іраку під вартою, тому що його свідчення були надто «організовані». Слідчі Пентагону виявили, що Ясін був у Іраку ув'язненим, а не гостем. Малрої заперечувала, що це є доказом непричетності Саддама, стверджуючи, що «одна спільна мета таких записів — приховати причетність Іраку».

### Покращення безпеки
Внаслідок вибуху і хаотичної евакуації з веж, що відбулася за ним, Світовому торговому центру і багатьом фірмам усередині нього, була потрібна підвищена охорона. Рівень безпеки у ВТЦ коливався від звичайних охоронців до бар'єрів для автомобілів, які не дозволяли їм заїхати до певних областей. Портове управління Нью-Йорка та Нью-Джерсі, забезпечувало необхідний рівень безпеки. Ця політика зіграла свою роль в евакуації з веж під час терактів 11 вересня, які їх зруйнували. Вільний доступ на дахи, звідки евакуювали деяких людей за допомогою поліцейських вертольотів, після вибуху 1993, був закритий для відвідувачів.

## Юридична відповідальність
Постраждалі в теракті 1993 року у Світовому торговому центрі, подали до суду на портове управління Нью-Йорка та Нью-Джерсі за завдану їм шкоду. Рішення було винесено у 2006 році, призначивши відповідальних за вибухи: за рішенням суду, управління відповідальне за вибух на 68 %, і терористи несуть лише 32 % відповідальності. У січні 2008 року, управління порту подало апеляцію до верховного суду штату Нью-Йорк у Манхеттені, щоб добитися іншого рішення, описуючи вердикт присяжних як «дивний». 29 квітня 2008 року, у штаті Нью-Йорк, апеляційний суд одноголосно підтримав вердикт присяжних. Відповідно до законодавства Нью-Йорка, якщо відповідач має понад 50 % провини, він може нести повну фінансову відповідальність. 22 вересня 2011, Нью-Йоркський апеляційний суд зняв з порту всі звинувачення в недбалості, пов'язані з вибухом в 1993 році. Було висловлено думку, що проблема з розподілом відповідальності в цьому випадку не є вердиктом присяжних, а непропорційним розподілом законів у Нью-Йорку. Традиційно суди не можуть об'єктивно порівняти навмисну дію та недбалість.